# Гарнизонное государство
Гарнизонное государство (англ. garrison society) — термин, введённый Гарольдом Лассуэлом для обозначения формы государства и общества, в котором значительные военные расходы и менталитет военной экспансии ассоциируются с ограничением свобод. Гарольд Лассуэл полагал, что ярким примером гарнизонного государства является государство США. Развитие военной техники и организации увеличило угрозу в XX в. применения государственного насилия. Профессионализм создает социальную и психологическую пропасть между военными и гражданскими. По мере роста и усложнения военно-полицейских структур затрудняется гражданский контроль над ними. Эти структуры стремятся воздействовать на другие звенья власти — парламент и бюрократию. Поэтому не существует однозначной связи между состоянием военной организации и техники и наличием (отсутствием) демократии.

## История
Милитаризованное государство было одним из самых массовых видов авторитарных режимов, возникших в период освобождения ряда стран от колониальной зависимости и формирования национальных государств: в традиционных обществах военные оказывались наиболее организованной и сплоченной социальной группой, способной объединить общество на основе идеи национального самоопределения.
После прихода к власти политический курс военной верхушки в различных странах получал различную направленность: в одних государствах он приводил к отстранению от власти коррумпированных компрадорских элит и в целом был в пользу формирования национального государства (Индонезия, Тайвань), в других случаях военная верхушка сама становилась инструментом  реализации влияния влиятельных центров силы (например, большинство военных режимов в Латинской Америке финансировали США).
После Второй мировой войны большинство военных хунт имели переходный характер, обычно эволюционируя от авторитаризма к демократии (Испания, Чили, Южная Корея, Бразилия, Аргентина и др.).  Причинами этого считаются, с одной стороны - рост политико-экономических противоречий, которые нельзя решить при авторитарной форме правления, с другой - ростом влияния индустриально развитых стран, которые пытались расширить сферу демократических ценностей.   Так, хунта «черных полковников» в Греции свой репрессивный «порядок» пыталась представить как государство «новой демократии», провела референдум по новой конституции (1968), «узаконив» свое пребывание у власти.  Аналогичный псевдореферендум провел Пиночет.

## Критика и обсуждение
Английский социолог Герберт Спенсер выделял два основных типа государственного устройства: воинственный, при котором все направлено на подготовку войны с другими государствами; индустриальный, когда нормы, законы и институты направлены на мирное совершенствование экономики ради блага членов общества. Спенсер считал Россию самым удобным примером обществ первого типа (наряду с Дагомеей, древними Перу, Египтом и Спартой).
Роберт Даль считает, что период с 1980 г. по настоящее время особенно важен для демократической трансформации в мировом масштабе. Одним из главных условий этого процесса является гражданский контроль над институтами насилия . Государство может использовать все экономические, социальные, психологические и физические средства насилия, но обычно доминируют физические средства насилия — армия и полиция. Вплоть до настоящего времени они используются для подавления демократии. В целях борьбы с этой традицией Даль предлагает: подчинить армию и полицию гражданскому контролю; подчинить гражданских контролеров над аппаратом насилия демократическим процедурам. Однако возможность контроля над армией и полицией зависит от двух факторов: организации аппарата насилия и состояния военной техники; использования средств контроля над ними.
Через полвека после Спенсера Гарольд Лассуэл написал эссе о «государстве-гарнизоне»: в результате развития военной техники и наступления эпохи тотальных войн главную роль в государстве начинают играть специалисты по применению насилия; организация экономики и социальной жизни систематически подчиняются потребностям вооруженных сил; доминирующее влияние находится в руках того, кто применяет насилие. Лассуэлл полагал, что практически все государства будут скатываться к гарнизонному типу. По отношению ко всем государствам мира эта теория не подтвердилась, но в отношении СССР оказалась правильной. Чарльз Тилли тоже рассматривает формирование современных государств через призму противоборства двух тенденций — концентрации капитала и концентрации насилия. В Российской империи и СССР концентрация насилия шла намного быстрее концентрации капитала. Итак, мнения классиков социологии и политической науки о преобладании в истории России/СССР военного типа организации общества  совпадают.
Дуглас Норт показал, что армия, церковь и бюрократия — главные действующие лица латино-американского пути зависимости экономики от траектории предшествующего развития. В результате такой зависимости испаноязычные страны, по мысли Норта, навсегда отстали от других стран Запада .

## Явление в культуре
В 1949 году вышел роман-антиутопия Джорджа Оруэлла «1984» о вымышленном тоталитарном государстве Океания.
В художественном фильме «Ночь карандашей», снятом в 1986 году режиссером Эктором Оливера, воссоздаются конкретные исторические факты (политических репрессий, развернутых в рамках Процесса национальной реорганизации в Аргентине), которые стали одним из самых ярких примеров гарнизонного государства. С середины XX века Аргентину потрясла череда государственных переворотов. В 1955 году в результате «Освободительной революции» был свергнут президент Хуан Доминго Перон. Затем последовали военные перевороты 1962 и 1966 годов. В итоге в стране был установлен диктаторский режим — «Аргентинская революция» (1966—1973 гг.) — который сопровождался ростом политического насилия. Но, пожалуй, самый мрачный отрезок этого этапа в истории Аргентины был связан с так называемым Процессом национальной реорганизации — режимом военной диктатуры (1976—1982), во время которого систематически исчезали люди, практиковались пытки и политические репрессии.
Фильм «Хроника побега», снятый режиссером Адрианом Каэтано в 2006 году, основан на реальных событиях и переносит нас на три десятилетия назад в эпоху правления в Аргентине военной хунты.